# 1954
1954 (MCMLIV) var ett normalår som började en fredag i den gregorianska kalendern.

## Händelser

### Januari
- Januari – Cirka 18 miljoner kubikmeter skog i Sverige fälls av fyra kraftiga oväder, ett med orkanstyrka [1].
- 1 januari – Sverige förbjuder bruttoprissättning i lag, så att fabrikanter inte längre kan fastställa pris utan bara rekommendera ett pris som försäljaren fritt kan över- eller underskrida [2]. Riktpriser införs, vilket innebär fri prissättning i affärerna [3].
- 3 januari – Första numret av svenska tonåringarnas favorittidning Bildjournalen utkommer [4].
- 9 januari – Ångaren Nedjan av Simrishamn går under i svår storm utanför Eggegrund i Sverige. Hela besättningen på 26 man omkommer.
- 12 januari – Över 200 personer omkommer vid lavinkatastrof i Österrike [1].
- 21 januari
  - USS Nautilus, den första ubåten framdriven med kärnkraft, sjösätts [4] i Groton, Connecticut i USA.
  - Det största lotteri som dittills förekommit i Sverige anordnas för ombyggnad av Dramaten. Totala vinstsumman är tio miljoner kronor.
- 24 januari – I sitt radioprogram Karusellen anordnar Lennart Hyland Frufridagen - en dag då alla svenska fruar får vara lediga [2].
- 25 januari – Den amerikanska filmen "Prinsessa på vift" med Audrey Hepburn och Gregory Peck i huvudrollerna har premiär på Sagabiografen i Stockholm. Andrey Hepburn får med filmen sitt genombrott, och hennes frisyr och klädstil blir mode världen över [2].
- 30 januari – Den första transistorradion i Sverige demonstreras [5].

### Februari
- 2 februari – Ett nytt handelsavtal undertecknas mellan Sverige och Sovjetunionen, vilket fördubblar handelsutbytet länderna emellan.
- 23 februari – Ett nytt vaccin mot polio presenteras i USA.
- 25 februari – Överstelöjtnant Gamal Abdel Nasser blir Egyptens premiärminister.

### Mars

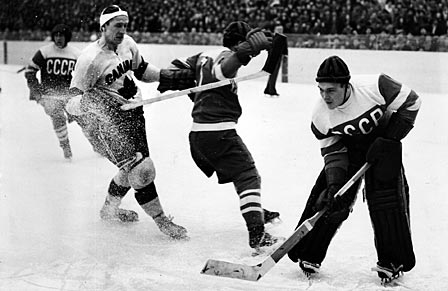
Sovjetunionens herrlandslag i ishockey segrar i Världsmästerskapet i ishockey för herrar.

- 1 mars – USA spränger sin dittills starkaste vätebomb på Eniwetokatollen i Marshallöarna i Stilla havet [6].
- 7 mars – Debuterande Sovjetunionen blir i Stockholm världsmästare i ishockey genom att slå Kanada med 7-2 [4].
- 4 mars – Den första framgångsrika njurtransplantationen i världen utförs i Boston, Massachusetts i USA.
- 13 mars – Efter drygt en månads belägring anfaller Vietminh den franska fästningen Dien Bien Phu [7].
- 25 mars – Svenska experiment med färgtelevision visas hos AGA i deras laboratorium på Lidingö av teknologie licentiat Hans Werthén [5].

### April

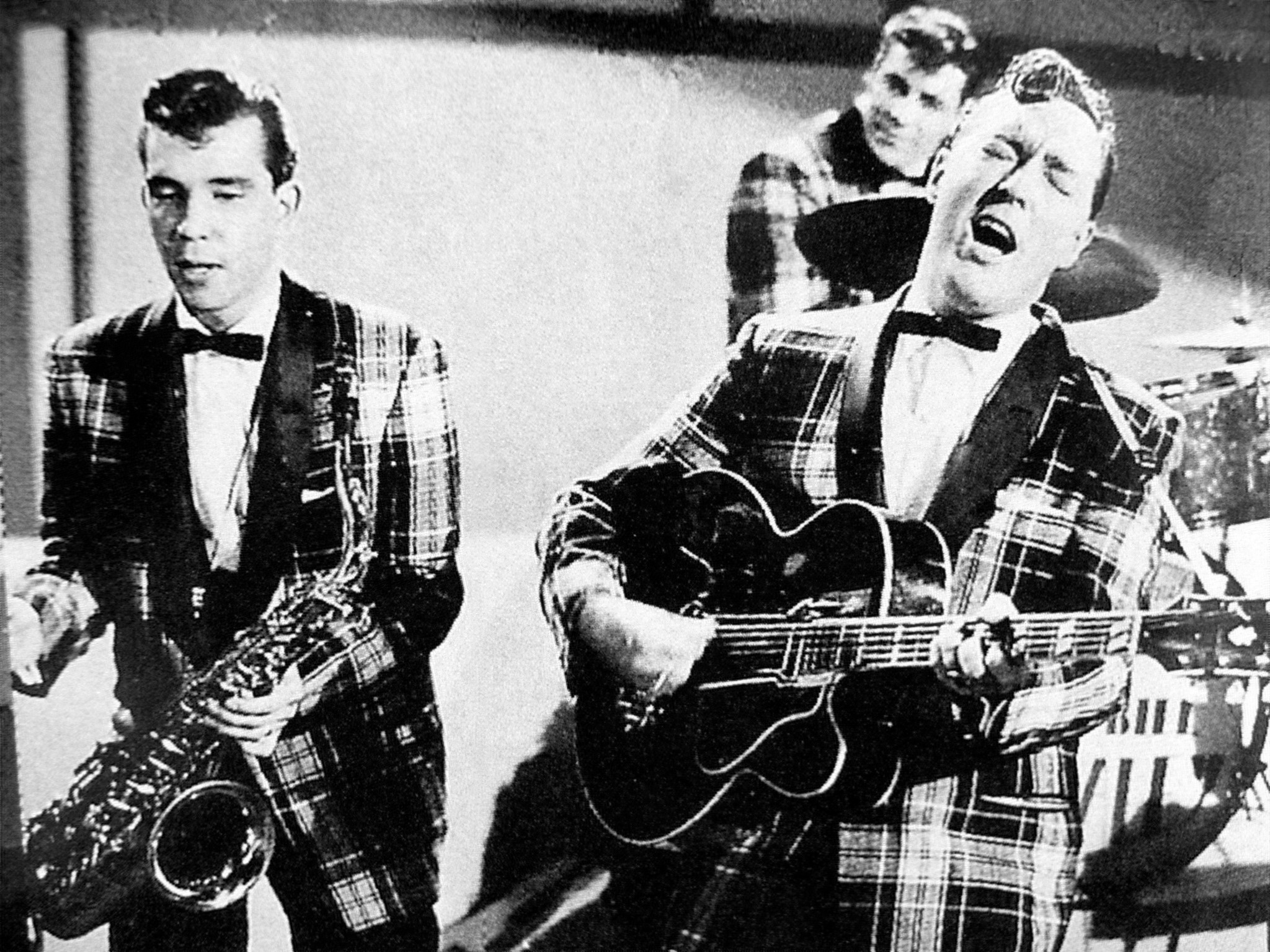
I en studio i New York spelar Bill Haley och hans band "Bill Haley & His Comets" in rocklåten "Rock Around the Clock", genrens första stora hitlåt.

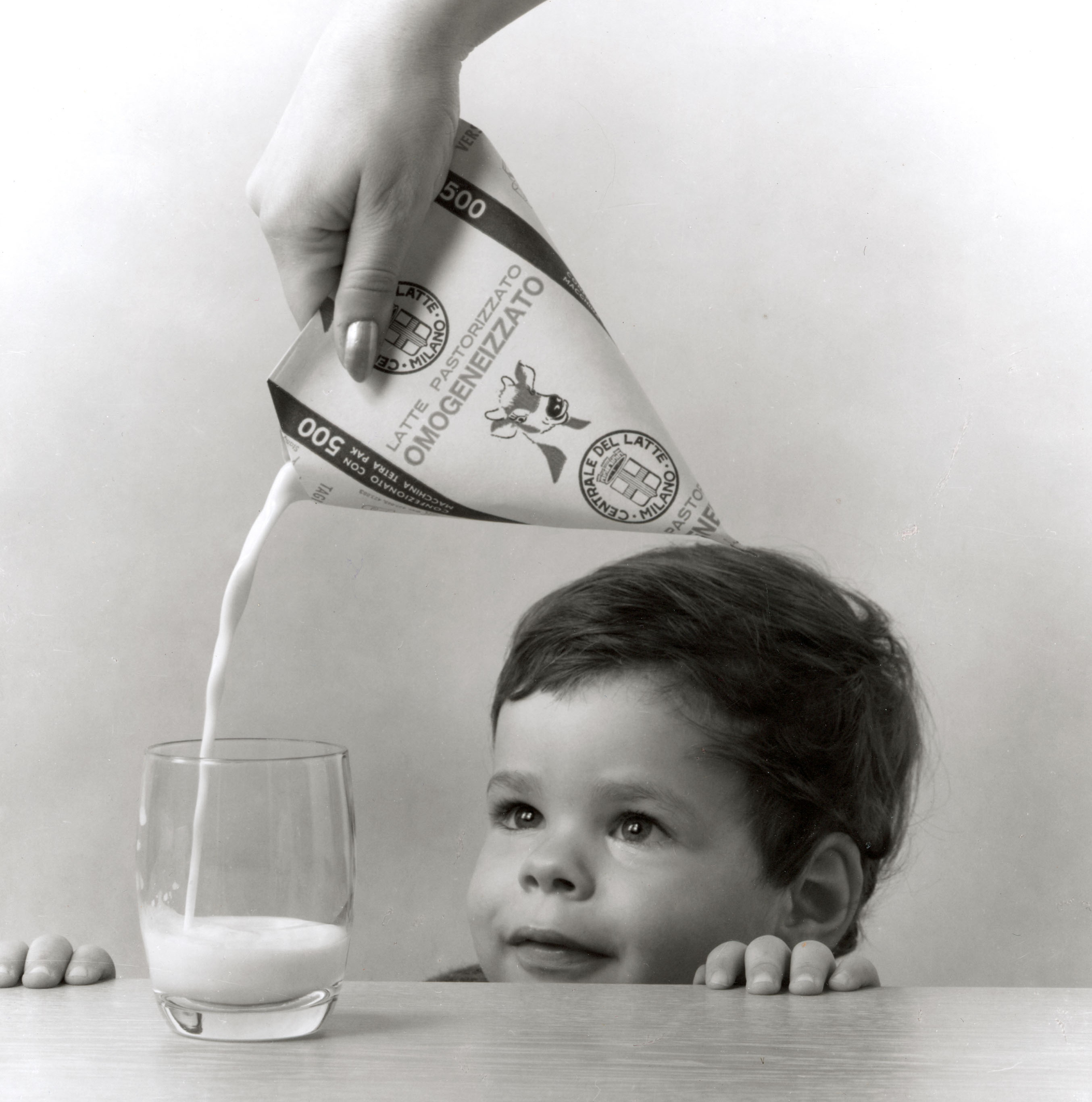
Mjölk börjar säljas i Tetra Pak istället för flaska.

- 1 april – Det nya poliovaccinet börjar prövas i Sverige.
- 12 april – I en studio i New York spelar Bill Haley och hans band "Bill Haley & His Comets" in rocklåten "Rock Around the Clock", genrens första stora hitlåt [4].
- 14 april
  - Mjölk börjar säljas i Tetra Pak istället för flaska i Lund [2].
  - Sverige får en bordtennisframgång då 36-årige Tage Flisberg tar silver vid världsmästerskapen i London.
  - Den svenska riksdagen sänker värnpliktsåldern till 18 år.
- 26 april–21 juli – Fredsförhandlingarna om Indokina i inleds [8].

### Maj
- 6 maj – Oxfordstudenten Roger Bannister blir först i världen med att springa en engelsk mil under fyra minuter, då han med tiden 3.59.4 avverkar "drömmilen" [4].
- 7 maj – Frankrike förlorar mot Vietminh i slaget vid Dien Bien Phu vid djungelbefästningen [4].
- 8 maj – Den svenska riksdagen tillerkänner författarna ersättning för boklån i biblioteken.
- 17 maj
  - I USA fastslår USA:s högsta domstol att segregerade skolor strider mot USA:s konstitution [4].
  - En veckas provsändningar med television inleds från Tekniska högskolan i Stockholm. Trafikkaos i Stockholm då människor trängs i butiker [5].
- 21 maj – Den svenska riksdagen beslutar att avskaffa motboken från och med 1 oktober 1955 [5].
- 30 maj – Gais vinner fotbollsallsvenskan och blir därmed svenska mästare.

### Juni

UEFA

- Juni – Frankrike går med på att ge Vietnam självstyrelse [7].
- 4 juni - Styckmordet i Bagarmossen
- 9 juni – Hökmarkmeteoritens nedslag, ett av få bevittnade meteoritnedslag i Sverige
- 2 juni – Volvo presenterar sin första sportbilsmodell i Göteborg, Sverige, den heter "Volvo Sport" [4].
- 4 juni – 45-åriga riksdagsledamoten Ulla Lindström blir konsultativt statsråd med ansvar för bland annat familjepolitik och konsumentfrågor [4]. Hon blir därmed den tredje kvinnan som tagit säte i Sveriges regering.
- 15 juni – Det europeiska fotbollsförbundet Uefa bildas i Basel.
- 26 april – Brittiska myndigheter i Kenya sätter 10 000 medlemmar av Kikuyufolket i läger under kampen mot Mau-Mau-rörelsen, som vill ha bort de vita [7].
- 30 juni – En total solförmörkelse inträffade över södra och mellersta Sverige och förloppet beskådas av hundratusentals människor genom sotade glasbitar [4]. I Sverige är det bara idealväder på Gotland [2], och förmörkelsen varar i 151 sekunder. Nästa gång i Sverige blir år 2126.

### Juli
- 1 juli
  - Norden blir en gemensam arbetsmarknad där det varken krävs uppehålls- eller arbetstillstånd för arbete i ett annat nordiskt land[5].
  - Göteborgs högskola blir universitet.
- 4 juli – Västtyskland vinner sensationellt med 3-2 mot Ungern  vid VM-finalen i fotboll i Bern[4].
- 5 juli – Elvis Presley skivdebuterar hos Sun Records i Memphis, Tennessee med låten That's all right.
- 13 juli – Den första svenska atomreaktorn, R1, börjar provköras fyra våningar under jord vid Tekniska högskolan i Stockholm [5].
- 21 juli – Vid en konferens i Genève beslutas att Vietnam skall delas i två delar vid 17:e breddgraden. I norr styr kommunisterna ledda av Ho Chi Minh [7]. Laos och Kambodja blir också självständiga stater[8].

### Augusti
- 24 augusti – Brasiliens sittande president, Getúlio Vargas, begår självmord.
- 29 augusti – Den svenske höjdhopparen Bengt Nilsson blir Europamästare i höjdhopp för herrar på 2,02 [7].

### September
- September – CERN grundas av 12 europeiska stater.[9]
- 4 september – Den svenska polisen börjar med flygövervakning.
- 6 september – Vid en tågolycka i Rörvik utanför Sävsjö omkommer sex personer och ett femtiotal skadas då nattsnälltåget Malmö-Stockholm spårar ur på grund av för hög hastighet [10]..
- 8 september – Den sydostasiatiska försvarspakten SEATO bildas.
- 9 september – 1 500 personer omkommer vid en jordbävning i Algeriet [1].
- 10 september – Larm slås om främmande ubåtar i Stockholms skärgård [5].
- 15 september – Boken Barn – Serier – Samhälle av läkaren Nils Bejerot väcker långvarig debatt i Sverige om seriemagasinens skadlighet [5].
- 18 september – Federico Fellinis film "La Strada" har biopremiär i Italien [4].
- 26 september – 2 000 personer dödas vid en orkan i Japan [1].
- 29 september – Filmen En stjärna föds med Judy Garland och James Mason har amerikansk premiär.

### Oktober
- 2 oktober – Västtyskland går med i NATO [8].
- 12 oktober – Stieg Trenters detektivroman Roparen utkommer [5].
- 13 oktober – Ett jaktplan av typen J 33 Venom störtar strax utanför Västerås och två piloter omkommer.
- 19 oktober – Berget Cho Oyu bestigs första gången av en österrikisk expedition.
- 29 oktober – Radiotjänst börjar regelbundna försökssändningar med television i Sverige [5]. På tablån finns "Vädret inför veckoslutet" och "Utkik: Veckans journal" [2]. Första programmet är En skål för televisionen.

### November
- 1 november

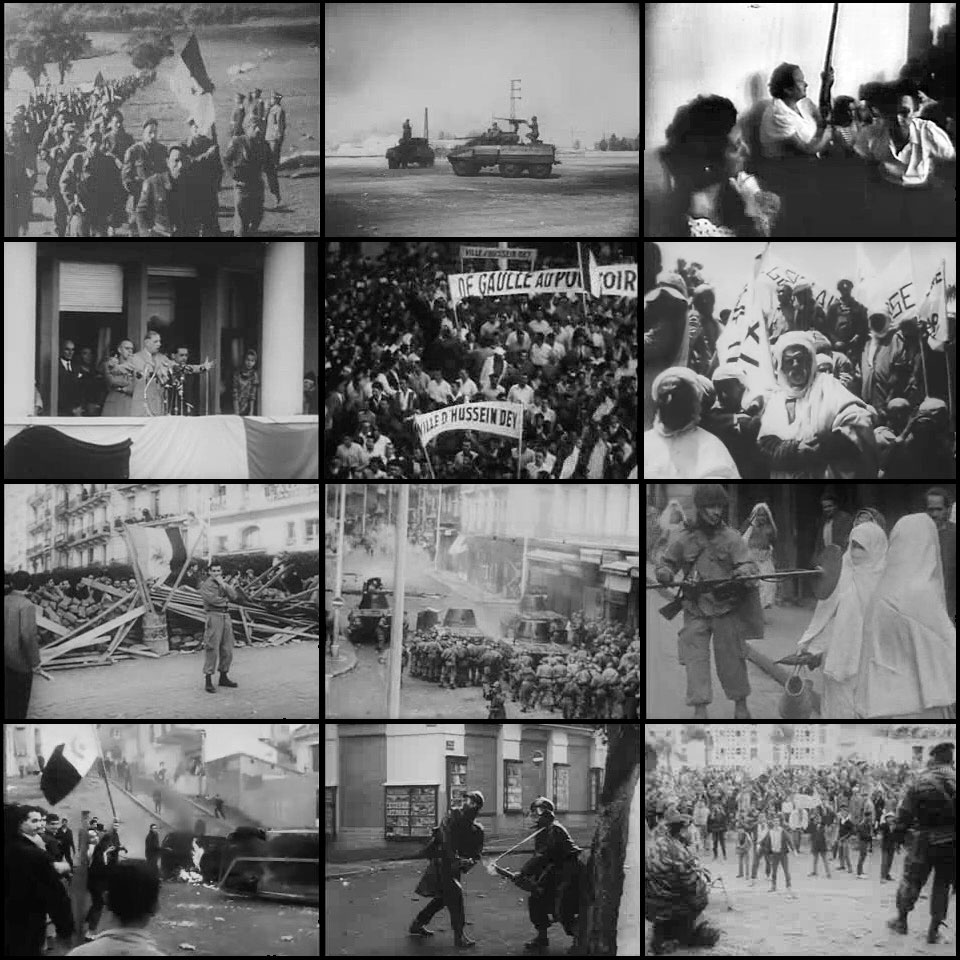
Algerietrevolten

  - En serie attentat genomförs i Algeriet, av en rörelse ledd av Ahmed Ben Bella. Frankrike skickar fallskärmsjägare [7].
  - Sveriges ÖB Nils Swedlund vill få till stånd en utredning om svenska kärnvapen [5].
- 8 november – Den svenska televisionsutredningen föreslår att rikstelevision inrättas, finansierad med licenser [5].
- 14 november
  - Egyptens regeringschef Gamal Abdel Nasser störtar president Muhammad Naguib [7].
  - Sveriges första moderna förort, Vällingby som började byggas 1952, invigs, något som blir en stor folkfest [4]. 40 000 personer samlas vid invigningen [5] i västra delen av staden [2].
- 16 november – Efter fem månaders polisjakt grips inbrottstjuven Tumba-Tarzan i Stockholm [7].

### December
- 2 december
  - Den amerikanske kommunistjägaren Joseph McCarthy, som har letat möjliga kommunistsympatisörer inom statliga organ, försvaret, nöjesbranschen etcetera i USA. får sina befogenheter fråntagna av USA:s senat då han beskyllt militären för högförräderi. Senaten uttalar sitt fördömande av hans uppträdande, som drar vanära över senaten.[7]
  - Taiwan och USA undertecknar ett ömsesidigt försvarsfördrag.[11]
- 5 december – En ishockeymatch mellan Svenska landslaget och ett engelskt lag blir det första sportevenemanget som sänds i svensk TV [5].
- 8 december – Den svenska riksdagen förkortar läkarutbildningen från åtta till sex och ett halvt år.
- 10 december
  - Ernest Hemingway, årets nobelpristagare i litteratur, uteblir från prisutdelningen [7].
  - En folkräkning av alla romer i Sverige genomförs denna dag av en statlig utredning, som finner c:a 740 individer, varav 235 var bofasta och något över 500 bodde i tält och husvagnar, därav 165 enbart i tält även vintertid.[12]
- 20 december
  - Frankrike erkänner Kambodja [13].
  - Barnserien Kalle Stropp, Grodan Boll och deras vänner med Thomas Funck börjar sändas i SR, och blir populär även bland vuxna med barnasinnet i behåll [4].
- December – Den svenska utredningen om prissättning på jordbruksprodukter lämnar sin rapport.

### Okänt datum
- USA:s flotta evakuerar amerikansk civil och militär personal från kinesiska Tachenöarna för att skydda USA:s generalkonsul [14].
- Det svenska företaget AB Felix börjar sälja potatismospulver [7].
- Förhandlingar inleds mellan Sverige och Norge om att använda Trondheim som svensk inskeppningshamn.
- En författningsutredning tillsätts för att arbeta med en ny svensk grundlag. En majoritet förordar en enkammarriksdag.
- SAF framlägger ett förslag om frivillig tjänstepension, avtalsvägen.
- Allmän linje införs på gymnasiet i Sverige. Den är treårig och leder liksom de övriga till studentexamen.
- Den förordning som sedan 1914 har förbjudit romer att flytta till Sverige avskaffas.
- En nordisk tullunion föreslås men fälls av Norge.
- Sverige inleder sin utrikespolitiskt aktiva politik genom att protestera mot fransmännens behandling av algerier i Algerkriget.
- Medelhavsmuseet i Stockholm invigs.
- Den svenske läkaren Bengt Lambert presenterar en papperssäck, som alternativ till soptunnan, så att den som ska tömma den slipper komma i direktkontakt med avfallet.
- Storbritannien börjar bygga det nya militära radiolänknätet Backbone.

## Födda

### Första kvartalet

#### Januari
- 1 januari – Richard Gibson, brittisk skådespelare.
- 6 januari – Anthony Minghella, brittisk filmregissör och manusförfattare.
- 12 januari – Howard Stern, amerikansk komiker
- 19 januari
  - Katey Sagal, amerikansk skådespelare.
  - Cindy Sherman, amerikansk fotograf och konstnär.
  - Katharina Thalbach, tysk skådespelare.
- 20 januari – Markku Salo, finländsk industriformgivare och glaskonstnär.
- 29 januari
  - Terry Kinney, amerikansk skådespelare.
  - Oprah Winfrey, amerikansk TV-programledare och skådespelare.

#### Februari
- 2 februari – Christie Brinkley, amerikansk fotomodell.
- 4 februari
  - Andrej Karlov, rysk diplomat.
  - Stephan Larsen, svensk litteraturforskare.
- 6 februari – Victoria Kahn, svensk skådespelare, mimare, sångare, koreograf och teaterregissör.
- 7 februari – Dieter Bohlen, tysk musiker.
- 10 februari – Fatou Lamin Faye, gambisk politiker.
- 14 februari – Nils Chöler, svensk journalist och programledare.
- 15 februari
  - Matt Groening, amerikansk TV-producent och skapare av bland annat Simpsons.
  - Brad Little, amerikansk republikansk politiker.
- 17 februari
  - Rene Russo, amerikansk skådespelare.
  - Bill Sali, amerikansk republikansk politiker.
- 18 februari – John Travolta, amerikansk skådespelare.
- 19 februari – Sócrates, brasiliansk fotbollsspelare.
- 20 februari – Patty Hearst, miljonärsdotter som var kidnappad av Symbiotiska befrielsearmén (SLA).
- 23 februari
  - György Gerendás, ungersk vattenpolospelare.
  - Viktor Jusjtjenko, ukrainsk politiker, president 2005-2010.
- 24 februari – Jim Borgman, amerikansk serietecknare.
- 26 februari
  - Ernst August, prins av Hannover.
  - Stina Ekblad, finlandssvensk skådespelare.
  - Recep Tayyip Erdoğan, Turkiets premiärminister 2003-2014 och president från 2014.

#### Mars
- 1 mars – Ron Howard, amerikansk skådespelare, regissör och filmproducent.
- 4 mars – Catherine O'Hara, kanadensisk skådespelare.
- 11 mars – David Newman, amerikansk kompositör av framför allt filmmusik.
- 12 mars – Rolf Sohlman, svensk skådespelare, regissör, filmproducent och manusförfattare.
- 14 mars – Claes Ljungmark, svensk skådespelare.
- 15 mars – Craig Wasson, amerikansk skådespelare.
- 16 mars – Nancy Wilson, amerikansk sångerska.
- 16 mars – Jimmy Nail, brittisk musiker.
- 17 mars – Stig Hansén, svensk författare och journalist.
- 18 mars – Manfred Lütz, tysk katolsk läkare, teolog och författare.
- 23 mars – Thomas Svanfeldt, svensk skådespelare.
- 24 mars – Robert Carradine, amerikansk skådespelare.

### Andra kvartalet

#### April
- 1 april – Mats Ronander, svensk musiker.
- 5 april
  - Anna-Lotta Larsson, svensk sångerska och skådespelare.
  - David Edward Maust, amerikansk seriemördare.
- 7 april – Jackie Chan, kinesisk skådespelare.
- 8 april – Börje Hansson, svensk producent och manusförfattare.
- 9 april – Dennis Quaid, amerikansk skådespelare.
- 11 april – Attila Sudár, ungersk vattenpolospelare.
- 13 april – Lars Åby Hermansen, svensk scenchef, scenbyggare och skådespelare
- 15 april – Mari Molander, svensk skådespelare, dansös och regissör.
- 16 april – Ellen Barkin, amerikansk skådespelare.
- 17 april
  - DeWayne "Blackbyrd" McKnight, musiker (Parliament-Funkadelic, The Headhunters).
  - Riccardo Patrese, italiensk racerförare.
- 18 april – Rick Moranis, kanadensisk skådespelare.
- 22 april – Joseph Bottoms, amerikansk skådespelare.
- 23 april
  - Mumia Abu-Jamal, amerikansk författare, anklagad för polismord.
  - Michael Moore, amerikansk dokumentärfilmare
- 29 april
  - Mo Brooks, amerikansk republikansk politiker.
  - Gavan O'Herlihy, irländsk skådespelare.
  - Jerry Seinfeld, amerikansk skådespelare.
- 30 april – Jane Campion, nyzeeländsk regissör och manusförfattare.

#### Maj
- 1 maj – Ma Oftedal, svensk präst och författare.
- 4 maj – Pia Zadora, amerikansk skådespelare och sångare.
- 7 maj
  - Amy Heckerling, amerikansk filmregissör, producent och manusförfattare.
  - Candice Miller, amerikansk republikansk politiker, kongressledamot 2003-2016.
  - Mikael Strandberg, svensk skådespelare, teaterledare och regissör.
  - Bo Raattamaa, VD för den svenska delen av GS1.
- 13 maj
  - Crister Olsson (skådespelare), svensk skådespelare.
  - Johnny Logan, irländsk sångare och kompositör av populärmusik
- 19 maj – Phil Rudd, australiensisk musiker, trummis i AC/DC.
- 20 maj – Esko Aho, finländsk politiker, statsminister 1991–1995.
- 22 maj – Galina Amelkina, rysk kosmonaut.
- 23 maj – Anja Snellman, finländsk författare.
- 24 maj
  - Doug Lamborn, amerikansk republikansk politiker.
  - Göran Thorell, svensk skådespelare.
- 25 maj – Urban Bäckström, svensk nationalekonom och moderat politiker.
- 26 maj – Anette Norberg, svensk skådespelare och teaterregissör.
- 29 maj – Jerry Moran, amerikansk republikansk politiker, senator 2011–.
- 30 maj – Johan Ulveson, svensk skådespelare.

#### Juni
- 2 juni – Dennis Haysbert, amerikansk skådespelare.
- 3 juni – Monica Törnell, svensk sångerska.
- 15 juni
  - Jim Belushi, amerikansk skådespelare.
  - Bob McDonnell, amerikansk republikansk politiker, guvernör i Virginia 2010-2014.
- 16 juni
  - Jeffrey Ashby, amerikansk astronaut.
  - Bill White, amerikansk demokratisk politiker.
- 18 juni
  - Magnus Uggla, svensk rocksångare.
  - Tinna Gunnlaugsdóttir, isländsk skådespelare.
- 19 juni – Kathleen Turner, amerikansk skådespelare.
- 20 juni
  - Michael Anthony, amerikansk basist, medlem i Van Halen.
  - Ilan Ramon, israelisk astronaut.
- 21 juni
  - Dan Hylander, svensk kompositör, textförfattare, gitarrist och sångare.
  - Augustus Pablo, jamaicansk musiker.
  - Robert Pastorelli, amerikansk skådespelare.
- 22 juni – Freddie Prinze, amerikansk skådespelare.
- 26 juni – Robert Davi, amerikansk skådespelare.
- 27 juni – Ron Kirk, amerikansk demokratisk politiker.

### Tredje kvartalet

#### Juli
- 1 juli – György Horkai, ungersk vattenpolospelare.
- 6 juli – Anders Nilsson, svensk tonsättare.
- 10 juli – Neil Tennant, brittisk musiker.
- 12 juli
  - Marika Lagercrantz, svensk skådespelare.
  - Betty McCollum, amerikansk demokratisk politiker.
- 17 juli
  - Angela Merkel, tysk politiker.
  - J. Michael Straczynski, amerikansk författare och TV-producent.
  - Torbjörn Jansson, svensk travkusk och fd. travtränare
- 19 juli
  - Jim Cooper, amerikansk demokratisk politiker.
  - Cecilie Ore, norsk tonsättare.
- 20 juli – John Davis, amerikansk filmproducent.
- 22 juli – Steve LaTourette, amerikansk republikansk politiker, kongressledamot 1995-2013.
- 23 juli
  - Annie Sprinkle, amerikansk porrskådespelare, strippa, programledare, konstnär och författare.
  - Philip Zandén, svensk regissör och skådespelare.
- 28 juli – Hugo Chávez, Venezuelas president 1999-2013.
- 30 juli – Ken Olin, amerikansk regissör och skådespelare.

#### Augusti
- 8 augusti – Richard Sseruwagi, svensk skådespelare och sångare.
- 10 augusti – Michèle Bjørn-Andersen, dansk skådespelare.
- 12 augusti – Anthony David Wright, brittisk parlamentsledamot för Labour 1997-2010.
- 13 augusti – Lincoln Díaz-Balart, kubansk-amerikansk politiker.
- 15 augusti
  - Stieg Larsson, svensk journalist och författare, chefredaktör för Expo och en av stiftelsens grundare.
  - Jegor Borisov, regeringschef i den ryska republiken Sakha.
- 16 augusti – James Cameron, kanadensisk regissör, manusförfattare och filmproducent.
- 17 augusti – Anatolij Kudrjavitskij, rysk-irländsk författare.
- 18 augusti – Anki Larsson, svensk skådespelare.
- 23 augusti – Charles Busch, amerikansk skådespelare.
- 25 augusti – Elvis Costello, brittisk sångare, låtskrivare och gitarrist.
- 30 augusti – Aleksander Lukasjenko, president och diktator i Belarus från 1994.
- 31 augusti – Jan Westerlund, svensk fotbollstränare.

#### September
- 1 september – Richard Burden, brittisk parlamentsledamot för Labour.
- 2 september – Andrew Dismore, brittisk parlamentsledamot för Labour 1997–2010.
- 4 september – José Castro, svensk skådespelare.
- 9 september – Jeffrey Combs, amerikansk skådespelare.
- 10 september – Cynthia Lummis, amerikansk republikansk politiker, kongressledamot 2009–2017.
- 14 september – David Wojnarowicz, amerikansk konstnär och författare.
- 22 september – Shari Belafonte, amerikansk skådespelare.
- 27 september – Larry Wall, kanadensisk lingvist, programmerare och författare.
- 28 september – Margot Wallström, svensk socialdemokratisk politiker, bland annat EU-kommissionär 1999–2009.

### Fjärde kvartalet

#### Oktober
- 2 oktober – Lorraine Bracco, amerikansk skådespelare.
- 8 oktober – Tom Price, amerikansk republikansk politiker.
- 9 oktober – Johan Hedenberg, skådespelare, regissör och manusförfattare.
- 10 oktober
  - David Lee Roth, amerikansk musiker, sångare i Van Halen.
  - Rekha, indisk skådespelare.
- 11 oktober
  - Marsha Singh, brittisk parlamentsledamot för Labour 1997–2012.
  - Vojislav Šešelj, serbisk politiker.
- 13 oktober – Mordechai Vanunu, israelisk kärnfysiker som avslöjade Israels kärnvapeninnehav.
- 15 oktober – Tanya Roberts, amerikansk skådespelare.
- 23 oktober
  - Ang Lee, taiwanesisk-amerikansk filmregissör.
  - Mats Lindblom, svensk skådespelare, sångare och regissör.
- 24 oktober – Brad Sherman, amerikansk demokratisk politiker.
- 29 oktober – Alois Estermann, kommendant för schweizergardet.
- 31 oktober – Gojko Jankovic, bosnienserbisk milisman, krigsförbrytare.

#### November
- 3 november
  - Adam Ant, brittisk musiker, sångare i gruppen Adam & the Ants.
  - Kevin P. Chilton, amerikansk astronaut och fyrstjärnig flygvapengeneral.
- 6 november – Karin Fossum, norsk författare
- 7 november – Kamal Hassan, indisk skådespelare.
- 13 november – Whoopi Goldberg, amerikansk skådespelare.
- 14 november
  - Bernard Hinault, fransk cyklist.
  - Condoleezza Rice, amerikansk republikansk politiker, utrikesminister 2005–2009.
  - Yanni, grekisk pianist och kompositör.
- 15 november – Alexander Kwasniewski, polsk politiker, president 1995–2005.
- 17 november – Mark "Chopper" Read, australisk förbrytare, kallad Australiens farligaste man.
- 20 november – Berit Andnor, svensk socialdemokratisk politiker, socialminister 2004–2006.
- 23 november – Ross Brawn, f.d. brittisk teknisk direktör i Ferrari.
- 26 november – Velupillai Prabhakaran, ledare för Tamilska tigrarna på Sri Lanka.
- 27 november– Patricia McPherson, amerikansk skådespelare.
- 29 november – Joel Coen, amerikansk regissör, filmproducent och manusförfattare.
- 30 november – Suzanne Ernrup, svensk skådespelare.

#### December
- 5 december – Katarina Hultling, svensk programledare och sportreporter.
- 9 december – Mary Fallin, amerikansk republikansk politiker, guvernör i Oklahoma 2011–2019.
- 10 december – Frank Senger, amerikansk skådespelare. (död 2016)
- 11 december
  - Gabriel Costa, regeringschef på São Tomé och Príncipe 2002 samt 2012-2014.
  - Jermaine Jackson, amerikansk sångare och basist, en av medlemmarna i The Jackson 5.
- 12 december
  - Eva Axén, svensk skådespelare.
  - Göran Hansson, svensk skådespelare
- 14 december
  - Eva Mattes, tysk skådespelare.
  - Alan Kulwicki, amerikansk racerförare. (död 1993)
- 15 december – Mark Warner, amerikansk demokratisk politiker, guvernör i Virginia 2002–2006, senator 2009-.
- 20 december – Michael Badalucco, amerikansk skådespelare.
- 23 december – Helen Brinton, brittisk parlamentsledamot för Labour 1997–2005.
- 24 december – José María Figueres, costaricansk politiker, president 1994–1998.
- 25 december
  - Robin Campbell, brittisk musiker, gitarrist och sångare i UB40.
  - Annie Lennox, brittisk musiker, sångerska i Eurythmics.
- 27 december – Stephen Lindholm, svensk journalist och tidigare barnskådespelare.
- 28 december – Denzel Washington, amerikansk skådespelare.
- 31 december – Alex Salmond, brittisk politiker, ledare för Scottish National Party 1990–2000 och 2004–2014. (död 2024)

## Avlidna

### Första kvartalet

#### Januari
- 11 januari
  - John Simon, 1:e viscount Simon, 80, brittisk politiker.
  - Oscar Straus, 83, österrikisk operettkompositör.
- 20 januari – Max Springer, 76, tysk kompositör och organist.
- 21 januari – Edmund Kerchever Chambers, 87, brittisk litteraturforskare.
- 22 januari – Margareta av Preussen, 81, tysk prinsessa.
- 25 januari – M.N. Roy, 66, indisk filosof och politiker.
- 26 januari – Carl Eldh, 80, svensk skulptör[5].
- 29 januari – Ole H. Olson, 81, amerikansk politiker, guvernör i North Dakota 1934–1935.
- 31 januari – Florence Bates, 65, amerikansk skådespelare och advokat.

#### Februari
- 1 februari
  - Edwin Armstrong, 63, amerikansk fysiker.
  - Siegfried Breuer, 47, österrikisk skådespelare.
- 4 februari
  - Billy Adams, 92, amerikansk demokratisk politiker, guvernör i Colorado 1927–1933.
  - Ragnar Widestedt, 66, svensk skådespelare, sångare, kompositör och regissör.
- 5 februari – Eric Wickman, 66, svensk-amerikansk företagare, grundare av Greyhound Lines.
- 8 februari – Albin Manner, 65, finländsk affärsman och politiker, Finlands försvarsminister 1930–1931.
- 19 februari
  - Erik Norberg, 70, svensk gymnast.
  - Axel Pehrsson-Bramstorp, 70, svensk politiker, partiledare för Bondeförbundet 1934–1949, Sveriges statsminister från 19 juni till 28 september 1936[5].
- 24 februari – Millan Fjellström, 71, svensk skådespelare.
- 25 februari – Auguste Perret, 80, fransk arkitekt.

#### Mars
- 4 mars – Georg Tengwall, 57, svensk seglare.
- 11 mars – Bertil Brusewitz, 71, svensk skådespelare.
- 16 mars – Tenna Kraft, 68, dansk operasångare.
- 30 mars – Pauline Brunius, 73, svensk skådespelare, manusförfattare, regissör och teaterchef för Dramaten[5].

### Andra kvartalet

#### April
- 5 april – Märtha, 53, svenskfödd norsk kronprinsessa, gift med norske kronprinsen Olav.
- 10 april – Auguste Lumière, 91, fransk uppfinnare.
- 12 april – Dwight Griswold, 60, amerikansk republikansk politiker.
- 17 april – Georg Enders, 56, svensk filmmusikkompositör.
- 22 april – Jörg Lanz von Liebenfels, 79, österrikisk rasideolog och nazist.
- 27 april – Henrik Jaenzon, 67, svensk fotograf och filmfotograf.
- 28 april – Léon Jouhaux, 74, fransk fackföreningsledare, nobelpristagare.

#### Maj
- 5 maj – Henri Laurens, 69, fransk skulptör och grafiker.
- 12 maj – Clyde R. Hoey, 76, amerikansk demokratisk politiker, senator 1945–1954.
- 14 maj – Heinz Guderian, 65, tysk generalöverste under andra världskriget som skapade pansartrupperna som eget truppslag.
- 17 maj – Juho Niukkanen, 65, finländsk politiker.
- 19 maj – Charles Ives, 79, amerikansk kompositör.
- 21 maj – Anton de Verdier, 75, svensk skådespelare.
- 25 maj – Robert Capa, 40, ungersk fotograf.
- 26 maj – Lionel Conacher, 54, kanadensisk politiker och ishockeyspelare.
- 28 maj – Algoth Niska, 65, finländsk smugglarkung och fotbollsspelare.

#### Juni
- 1 juni – Martin Andersen Nexø, 84, dansk författare.
- 2 juni – Lydia Wahlström, 84, svensk historiker och författare.
- 7 juni – Alan Turing, 41, engelsk matematiker.
- 10 juni – Gustaf Edgren, 59, svensk regissör, manusförfattare och producent.
- 15 juni – Helfrid Lambert, 86, svensk skådespelare och operettsångerska.
- 17 juni – Bertel Liljequist, 68, finländsk arkitekt.

### Tredje kvartalet

#### Juli
- 13 juli
  - Bennett Champ Clark, 64, amerikansk demokratisk politiker, jurist och militär, senator 1933–1945.
  - Frida Kahlo, 47, mexikansk konstnär.
- 14 juli – Jacinto Benavente, 87, spansk författare, nobelpriset 1922.
- 18 juli – Machine Gun Kelly, 59, amerikansk gangster.

#### Augusti
- 10 augusti – Oskar Carlgren, 88, svensk zoolog.
- 14 augusti – Hugo Eckener, 86, tysk ingenjör.
- 19 augusti – Alcide De Gasperi, 73, italiensk politiker, premiärminister 1945–1953.
- 24 augusti – Getúlio Vargas, 72, brasiliansk politiker, Brasiliens president 1930–1945 och 1951–1954.
- 28 augusti – Torsten Hillberg, 62, svensk skådespelare.

#### September
- 8 september – André Derain, 74, fransk målare och skulptör.
- 27 september
  - Alexander Abasheli, 70, georgisk poet, prosaförfattare och science fiction-författare.
  - Maximilian von Weichs, 72, tysk generalfältmarskalk.
- 28 september – Pat McCarran, 78, amerikansk demokratisk politiker och jurist, senator 1933–1954.

### Fjärde kvartalet

#### Oktober
- 8 oktober – William Dod, 87, brittisk bågskytt.
- 9 oktober – Robert H. Jackson, 62, amerikansk jurist och politiker.
- 17 oktober – Ali Reza Pahlavi, 32, iransk prins.
- 25 oktober – Marika Stiernstedt, 79, svensk författare.

#### November
- 3 november – Henri Matisse, 84, fransk målare.
- 4 november – Stig Dagerman, 31, svensk författare (självmord) [4], hittad död i garaget i koldioxidförgiftning[2].
- 7 november – William B. Umstead, 59, amerikansk demokratisk politiker, guvernör i North Carolina 1953–1954.
- 13 november
  - Jacques Fath, 42, fransk modeskapare.
  - Ewald von Kleist, 73, tysk generalfältmarskalk.
- 27 november – Edvard Bernhard, 80, svensk arkitekt.
- 29 november – Enrico Fermi, 53, italiensk-amerikansk fysiker, nobelpristagare (cancer).
- 30 november – Wilhelm Furtwängler, 68, tysk dirigent.

#### December
- 3 december – Helge Karlsson, 70, svensk skådespelare och teaterledare.
- 5 december – Dagmar Ebbesen, 63, svensk skådespelare.
- 14 december – Fred R. Zimmerman, 74, amerikansk politiker, guvernör i Wisconsin 1927–1929.
- 17 december – Olga Hellquist, 60, svensk skådespelare.
- 19 december
  - Frans G. Bengtsson, 60, svensk författare[5].
  - Viktor Abakumov, 46, sovjetisk polischef och politiker.
- 23 december – Georg Fernquist, 71, svensk teaterkamrer och skådespelare.
- 28 december – Martin Ekström, 67, svensk militär och nazistisk politiker.
- 30 december – Sölve Cederstrand, 54, svensk journalist, manusförfattare och regissör.

## Nobelpris[15]
- Fysik
  - Max Born, Storbritannien
  - Walther Bothe, Västtyskland
- Kemi – Linus Pauling, USA
- Medicin
  - John F Enders, USA
  - Thomas H Weller, USA
  - Frederick C Robbins, USA
- Litteratur – Ernest Hemingway, USA
- Fred – Förenta Nationernas flyktingkommissariat, UNHCR

### Fotnoter
1. 1 2 3 4  Faktakalendern 2006, Semic, 2005
2. 1 2 3 4 5 6 7 8  Sverige 1900-talet – 1954, NE, Bra Böcker, 2000
3. ↑  Faktakalendern 2000 – 1954 (Sverige), 1999
4. 1 2 3 4 5 6 7 8 9 10 11 12 13 14 15  20:e århundrades När Var Hur – 1954, Bernt Himmelstedt, Forum, 1999
5. 1 2 3 4 5 6 7 8 9 10 11 12 13 14 15 16 17 18  Hundra år i Sverige – 1954, Hans Dahlberg, Albert Bonniers, 1999
6. ↑  Faktakalendern 1997, Semic, 1996
7. 1 2 3 4 5 6 7 8 9 10 11  100 år med Aftonbladet – 1954, 1999
8. 1 2 3  Faktakalendern 2000 – 1954 (Utlandet) , Semic, 1999
9. ↑  ”1954: foundations for European science”. CERN. 2008. Arkiverad från originalet den 10 februari 2013. https://web.archive.org/web/20130210142317/http://public.web.cern.ch/public/en/About/History54-en.html. Läst 28 februari 2011.
10. ↑  Faktakalendern 1996, Semic, 1995
11. ↑  s:Mutual Defense Treaty between the United States of America and the Republic of China
12. ↑  SOU 1956:43 Zigenarfrågan, Libris 13537677, sid. 13.
13. ↑  ”World Statesmen”. http://www.worldstatesmen.org/Cambodia.html.
14. ↑  ”USA:s militära insatser i utlandet”. Arkiverad från originalet den 12 oktober 2011. https://www.webcitation.org/62NCLaa95?url=http://www.history.navy.mil/library/online/forces.htm.
15. ↑  ”Nobelpriset”. https://www.nobelprize.org/prizes/lists/all-nobel-prizes/. Läst 10 april 2011.